# فوهة ثيون الصغرى

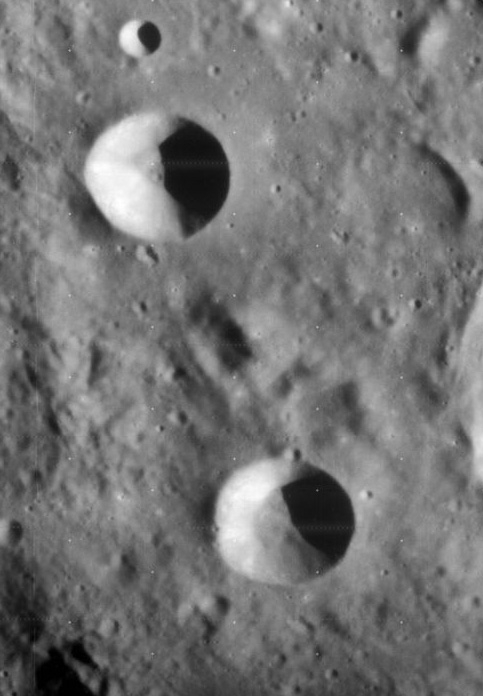
فوهة ثيون الصغرى (في أسفل الصورة) وفوهة ثيون الكبرى (في الأعلى)

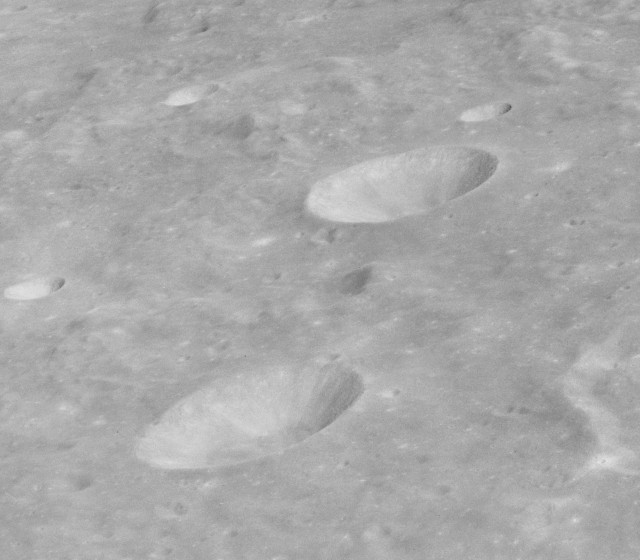
صورة لفوهتي ثيون الصغرى في الأسفل وثيون الكبرى في الأعلى من بعثةأبولو 16

فوهة ثيون الصغرى (2.3°S 15.8°E) هي فوهة صدمية على سطح القمر تقع جنوب غرب فوهة ديلامبر. وسميت تكريما لعالم الفلك والرياضياتي اليوناني ثيون الإسكندري في القرن الرابع الميلادي.

## الوصف
تكون مع فوهة ثيون الكبرى زوجا متناسقا، مختلفين فقط في طول القطر. حواف الفهوة دائرية على شكل وعاء، مع أرضية صغيرة في الأسفل بسبب انحدار الجدران. يرجع علماء الجيولوجيا الفوهة إلى العصر الإراتوسثيني، والذي استمر من 3.2 إلى 1.1 مليار عام مضى.
يبلغ قطر الفوهة حوالي 17 كيلومتر، وتختلف طول حافتها من جانب إلى آخر، بينما يصل عمقها إلى حوالي 3,580 متر.

## فوهات القمر الصناعي
لرسم خريطة مماثلة لفوهات القمر يتم وضح حروف على كل جانب من جوانب الفوهة ومركزها لكل حرف منهم دلاله معينة.
| ثيون الصغرى | خط طول | خط عرض  | القطر     |
| ----------- | ------ | ------- | --------- |
| B           | 2.1° S | 13.3° E | 8 كيلومتر |
| C           | 2.3° S | 14.7° E | 4 كيلومتر |

## وصلات خارجية
- فوهة ثيون الصغرى من بعثة أبولو 11